# RoboCop 2
RoboCop 2 este un film de acțiune științifico-fantastic din 1990 regizat de Irvin Kershner după un scenariu de Frank Miller și Walon Green. În film interpretează actorii Peter Weller, Nancy Allen, Dan O'Herlihy, Belinda Bauer, Tom Noonan și Gabriel Damon. Acțiunea are în viitorul apropiat în metropola distopiană Detroit, Michigan. Este un sequel al filmului din 1987, RoboCop.
A fost ultimul film regizat de Irvin Kershner.

## Distribuție
- Peter Weller ca Alex Murphy/RoboCop
- Nancy Allen ca Ofițer Anne Lewis
- Belinda Bauer ca Dr. Juliette Faxx
- Dan O'Herlihy ca "The Old Man" OCP President
- Felton Perry ca OCP Vice President Donald Johnson
- Tom Noonan ca Cain
- Roger Aaron Brown ca Whittaker
- Willard E. Pugh ca Mayor Marvin Kuzak
- Gabriel Damon ca Hob
- Galyn Görg ca Angie
- Stephen Lee ca Ofițer Duffy
- Robert DoQui ca Sgt. Reed (ca Robert Do'Qui)
- Frank Miller ca Frank
- Ken Lerner ca Delaney
- Jeff McCarthy ca Holzgang
- Linda Thompson ca Mother with Baby
- Brandon Smith ca Flint
- Thomas Rosales, Jr. ca Chet (as Tommy Rosales)
- Tzi Ma ca Tak Akita
- Wanda De Jesus ca Estevez
- John Glover ca Magnavolt Salesman
- Mario Machado ca Casey Wong
- Patricia Charbonneau ca Robocop Technician
- Leeza Gibbons ca Jess Perkins
- John Ingle ca Surgeon General
- Fabiana Udenio ca Sunblock Woman
- Barry Martin ca OCP Cop
- Mark Rolston ca Stef
- Wayne Dehart ca Vendor